# Kosari
Kosari (ukrainisch Козарі; russisch Козари, polnisch Kozara) ist ein Dorf in der Oblast Iwano-Frankiwsk, Rajon Rohatyn (Ukraine) nördlich des Dnister etwa 5 Kilometer westlich von Bukatschiwzi gelegen. Zur gleichnamigen Landratsgemeinde zählte bis 2018 auch das westlich gelegene Dorf Schurawenky (Журавеньки), am 27. Juli 2018 wurde das Dorf ein Teil der neugegründeten Siedlungsgemeinde Bukatschiwzi (Букачівська селищна громада/Bukatschiwska selyschtschna hromada).

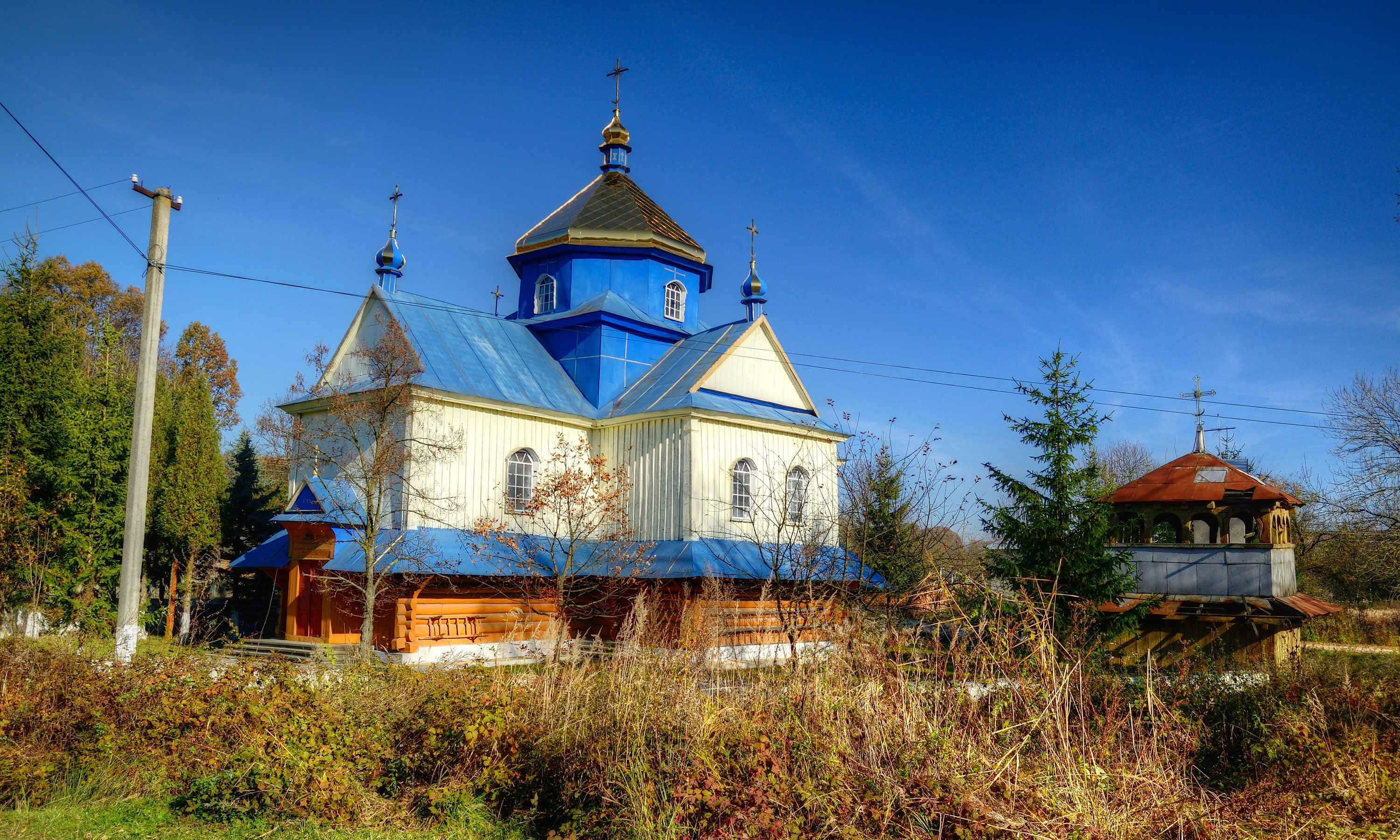
Kirche im Ort

Am 12. Juni 2020 wurde das Dorf ein Teil des Rajons Iwano-Frankiwsk; bis dahin war er ein Teil des Rajons Rohatyn.
Das Dorf wurde 1449 zum ersten Mal schriftlich erwähnt und gehörte von 1772 bis 1918 zum österreichischen Galizien. Nach dem Ende des Ersten Weltkrieges kam er als „Kozara“ zu Zweiten Polnischen Republik (in die Woiwodschaft Stanislau, Powiat Rohatyn) und wurde im Zweiten Weltkrieg erst von der Sowjetunion und ab 1941 bis 1944 von Deutschland (Distrikt Galizien) besetzt.
1945 kam das Dorf wiederum zur Sowjetunion, dort wurde sie Teil der Ukrainischen SSR und ist seit 1991 ein Teil der heutigen Ukraine.